# Gale (Marskrater)

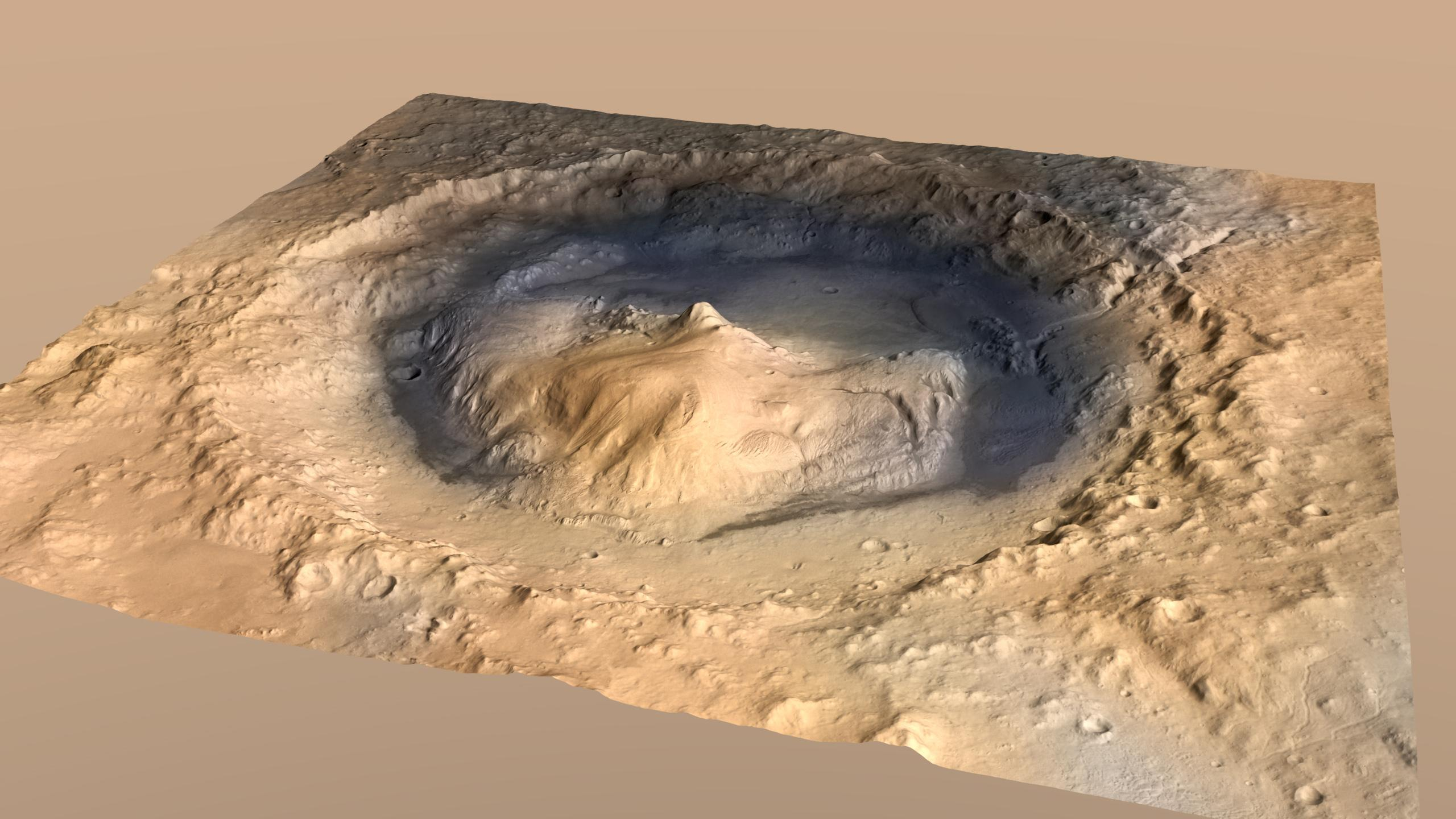
Schrägansicht auf den Krater mit Höhenüberzeichnung

Gale ist ein Einschlagkrater auf dem Planeten Mars. Sein Durchmesser beträgt etwa 154 km, sein Alter wird auf 3,5 bis 3,8 Milliarden Jahre geschätzt. Er müsste somit im Zeitalter Hesperian entstanden sein. Benannt wurde er nach dem australischen Astronomen Walter Frederick Gale. Seit August 2012 erforscht der NASA-Rover Curiosity den Krater.

## Charakteristika und Lage
Der Krater befindet sich südlich der Tiefebenen von Elysium Planitia, seine Koordinaten sind bei 5,4° Süd und 137,8° Ost. Der Berg in der Mitte des Kraters trägt den von der für die Marsnomenklatur zuständigen Internationalen Astronomischen Union (IAU) vergebenen Namen Aeolis Mons und ist mit 5,5 km Höhe höher als der eigentliche südliche Kraterrand. Die NASA bezeichnet den Berg informell als Mount Sharp nach dem kalifornischen Geologen Robert P. Sharp (1911–2004).
Forscher bei der NASA gehen davon aus, dass sich der Krater nach dem Einschlag mit Grundwasser und Wasser von Flüssen bzw. der Schneeschmelze füllte. Dadurch wurden Sedimente in den Krater getragen, die sich am Grund des Sees ablagerten. Mit der Erwärmung des Mars trocknete der See aus und die Sedimente am Grund wurden mit Staub und Sand bedeckt. Zu einem späteren Zeitpunkt wurden diese Sedimente teilweise wieder abgetragen, sodass der ursprüngliche Grund des Sees wieder zum Vorschein kam. Die heutige Oberfläche zeigt deutlich Spuren von durch Wasser geformte Gesteinsschichten, auch Bohrungen und Gesteinsanalysen belegen die Anwesenheit von Wasser. Das macht Gale zu einem relevanten Ort, um nach Spuren von Leben auf dem Mars zu suchen.
Die Erosion scheint im Norden stärker gewirkt zu haben und formte dabei u. a. eine Art Schwemmfächer. Dieser könnte nach Meinung einiger  Wissenschaftler u. a. durch die Ablagerung von Sedimenten entstanden sein, die durch Wasser transportiert wurden. Die Form dieser Ablagerungen ähnelt einem Fächer, wie in der Regel an Schluchtmündungen auftritt oder an Stellen, wo ein Strom seine Sedimente in ein stehendes Gewässer ergibt. Während der Trümmerfächer einige Schichten behält, scheint er durch einen erst kürzlich nach Nordwesten führenden Kanal eingeschnittenen worden zu sein. Der Kanal kommt über die unteren Sedimentschichten des Hügels in Richtung der nördlichen Kraterebene herunter. Hochauflösende Bilder des MOC-Instruments an Bord der NASA-Sonde Mars Global Surveyor legen nahe, dass die unteren Schichten das aufweisen, was Geologen eine Diskordanz nennen. Zudem wäre ein Spalt, der in dieser Zeit durch Erosion einstanden ist, ein Bruch in der geologischen Aufzeichnung.
An den Flanken des Kegelbergs konnten mit Hilfe der HiRISE-Kamera an Bord des Marsorbiters Mars Reconnaissance Orbiter geschichtete Gesteinsablagerungen nachgewiesen werden, welche unterschiedliche Minerale enthalten. Direkt am Fuß des Berges wurden so zum Beispiel Tonminerale entdeckt, welche sich nur unter dem Einfluss von Wasser bilden konnten. Laut den spektroskopischen Messungen der verschiedenen Marsorbiter beinhalten diese Sedimentschichten neben Tonmineralien, verschiedene wasserhaltige Sulfate.

## Erforschung
Zahlreiche Kanäle sind in die Flanken des zentralen Kraterhügels erodiert und könnten so Zugriff auf den Schichten für weitergehende Studien geben. So war der Galekrater ein mögliches Ziel für die Mars Exploration Rover Mission der NASA im Jahre 2003 und einer der vier voraussichtlichen Landeplätze für die ESA-Mission ExoMars.
Am 22. Juli 2011 wurde bekanntgegeben, dass Gale als Landeplatz für den Marsrover Curiosity ausgewählt wurde. Die Landung erfolgte nach etwa neun Monaten Flug am 6. August 2012 um 5:31 UTC in der Kraterebene Aeolis Palus nordwestlich des Zentralbergs. Man erwartet, in dem Krater verschiedene Sedimente und Gesteinsschichten untersuchen zu können. So soll unter anderem auch nach möglichen Spuren von Leben gesucht werden. Ebenso sind der geologische Aufbau des Mars sowie sein Klima genauer zu erforschen. Durch diese Mission werden auch neue Erkenntnisse bei der Vorbereitung zukünftiger bemannter Landungen auf dem Mars erwartet.

## Multimedia
- Mars Panorama 360° ohne Weißabgleich